# Saklan
Els saklan són una tribu d'amerindis dels Estats Units de la comunitat miwok, que vivien justament al sud de les badies de San Pablo i Suisun a Califòrnia. Les seves terres tribals històriques anaven des de Moraga, a San Leandro Creek, fins a Lafayette.
Els saklan foren anomenats històricament sacalanes, d'acord amb la documentació històrica relacionada amb el contacte amb els espanyols. Són esmentats sota aquest nom, i amb ortografia relacionada, als registres de la Missió de Dolores entre 1794 i 1821. Van ser anomenats per primera vegada saklan en 1797. En 1816 va tornar a ser esmentats com sacalanes en els informes de la primera expedició de Kotzebue de 1816.
L'antic emplaçament d'un llogaret saklan, que possiblement fou ocupat de 1500 a 1772, es troba a Tice Valley. És un California Historical Landmark. la vila d'Acalanes Ridge (Califòrnia) va ser nomenada després de la comunitat, dels que vivien a la zona. Avui molts descendents saklan han practicat l'intermatrimoni amb la comunitat Chochenyo Ohlone.